# Nailed It!
Nailed It! è un programma televisivo statunitense trasmesso sulla piattaforma di streaming Netflix a partire dal 9 marzo 2018. È uno show culinario dove tre cuochi dilettanti competono per ricreare torte e dolci culinari, creati da chef esperti, con il fine di vincere il montepremi da 10000 $.

## Format
Questo programma si ispira a coloro che, su internet, cercano di ricreare torte molto elaborate, ma falliscono miseramente. In ogni episodio si presentano tre concorrenti con scarsa bravura nel fare dolci ma che dovranno cercare di ricreare dolci preparati da esperti culinari. Chi riesce a far assomigliare al meglio ciò che si doveva ricreare, e riesca a rendere la propria creazione anche commestibile, vincerà un premio di 10.000 dollari. I partecipanti, nel corso di un episodio, devono superare due prove.
La quinta edizione del programma è l’unica edizione nella quale non ci saranno tre concorrenti bensì tre coppie di concorrenti (questa stagione viene infatti chiamata “Doppio guaio"). Dall’edizione successiva si vede il ritorno del vecchio format, con soli tre concorrenti.
La settima edizione del programma, tuttavia, aveva come tema principale la festa di Halloween. Uscita il 6 ottobre 2022, è composta da quattro episodi e ciascun episodio (tranne l’ultimo) è dedicato ad una serie di Netflix, casa produttrice dello stesso programma (le serie erano: Cobra Kai, The Witcher e The Umbrella Academy).

### Sfide
La puntata è divisa in due prove:
- La prima prova si chiama "Baker's Choice" (La Scelta del Pasticcere), dove i concorrenti devono scegliere uno dei tre mini-dessert e cercare di ricrearlo. Ogni concorrente ha a disposizione un periodo di tempo tra quarantacinque minuti ed un'ora per ricreare il tutto. Il vincitore di questa sfida riceve un premio speciale, che molte volte riguarda articoli da cucina, e hanno la possibilità di indossare un capello da chef dorato.
- La seconda prova si chiama "Nail It or Fail It" (Vinci o Perdi), dove i concorrenti dovranno ricreare da zero delle torte mozzafiato, avendo a disposizione un periodo di tempo tra un'ora e mezza o due ore. Tutti i concorrenti ricevono un pulsante "anti-panico", grazie al quale uno dei giudici verrà in soccorso dal concorrente per tre minuti. Il concorrente andato peggio nella prima sfida, inoltre, riceve un altro privilegio, che può essere un pulsante che blocca i concorrenti avversari per tre minuti, oppure un pulsante dove la conduttrice potrà andare a dar fastidio agli altri due concorrenti, per fargli perdere tempo. Il vincitore della seconda prova vincerà il premio da 10.000 dollari ed il trofeo di "Nailed It!"[2]

### Cast
Il cast è composto da tre persone, che sono due giudici fissi, e un giudice speciale. La conduttrice è la comica ed attrice, Nicole Byer, e l'altro giudice fisso è Jacques Torres, un noto cioccolataio francese. Mentre in ogni episodio ci sono giudici speciali come Sylvia Weinstock, A$AP Ferg, Johnny Hekker e Dave Arnold.

## Episodi
| Stagione         | Episodi | Pubblicazione USA | Pubblicazione Italia |
| ---------------- | ------- | ----------------- | -------------------- |
| Prima edizione   | 6       | 2018              | 2018                 |
| Seconda edizione | 7       | 2018              | 2018                 |
| Terza edizione   | 6       | 2019              | 2019                 |
| Quarta edizione  | 8       | 2020              | 2020                 |
| Quinta edizione  | 6       | 2021              | 2021                 |
| Sesta edizione   | 6       | 2021              | 2021                 |
| Settima edizione | 4       | 2022              | 2022                 |

## Speciali
Nella seconda stagione del programma, ci fu un episodio speciale dove erano presenti i conduttori di Queer Eye. In questo episodio, i concorrenti devono creare dei biscotti che hanno le somiglianze l'uno dell'altro, e Antoni Porowski, essendo un esperto culinario, non può partecipare alla sfida, ma sarà il giudice ospite. Il vincitore dell'episodio è Bobby Berk.
Il 12 novembre 2018, la pagina ufficiale instagram di Nailed It! annunciò l’arrivo di uno spin-off interamente dedicato al Natale, uscito il 7 dicembre dello stesso anno.
| Stagione         | Episodi | Pubblicazione USA | Pubblicazione Italia |
| ---------------- | ------- | ----------------- | -------------------- |
| Prima edizione   | 7       | 2018              | 2018                 |
| Seconda edizione | 6       | 2019              | 2019                 |

## Accoglienza
Il programma è stato positivamente accolto dalla critica  ed è stato candidato a vari premi, tra cui sette Primetime Emmy Award, quattro per "Outstanding Competition Program" (Miglior reality competitivo) e tre per "Outstanding Host for a Reality or Competition Program" (Miglior conduttore di un reality). Nel 2020, la conduttrice è divenuta la prima donna afroamericana nella storia ad essere candidata in quest'ultima categoria.

## Esportazione del format
Il format è stato realizzato interamente negli Stati Uniti d'America da Netflix.
Esso è stato poi esportato in: Messico, Francia, Spagna e Germania.
| Paese                          | Nome                | Distributore | Data debutto    | Data chiusura   | Presentatore             | Presentatore      |
| ------------------------------ | ------------------- | ------------ | --------------- | --------------- | ------------------------ | ----------------- |
| Stati Uniti (format originale) | Nailed It!          | Netflix      | 9 marzo 2018    | in corso        | Nicole Byer              | Jacques Torres    |
| Messico                        | ¡Nailed It! México  | Netflix      | 8 febbraio 2019 | in corso        | Omar Chaparro            | Anna Ruiz         |
| Francia                        | C’est du gâteau!    | Netflix      | 25 ottobre 2019 | 25 ottobre 2019 | Artus                    | Noémie Honiat     |
| Spagna                         | ¡Niquelao!          | Netflix      | 25 ottobre 2019 | 25 ottobre 2019 | La Terremoto de Alcorcón | Christian Escribá |
| Germania                       | Wer Kann, Der Kann! | Netflix      | 17 gennaio 2020 | in corso        | Angelina Kirsch          | Bernd Siefert     |